# Millán (Sober)
Millán (llamada oficialmente San Nicolao de Millán) es una parroquia española del municipio de Sober, en la provincia de Lugo, Galicia.

## Otras denominaciones
La parroquia también es conocida por el nombre de San Nicolás de Millán.

## Límites
Limita con las parroquias de Villaoscura al norte, Arrojo al este, y Proendos y Rosende al sur.

## Organización territorial
La parroquia está formada por nueve entidades de población, constando siete de ellas en el nomenclátor del Instituto Nacional de Estadística español:

### Entidades de población
Entidades de población que forman parte de la parroquia:
- Campo do Bacelo (O Campo do Bacelo)
- Casares
- Casas Grandes (As Casas Grandes)
- Ferreiros (Os Ferreiros)
- Iglesia (Suairexa)
- Lumieiras (As Lumieiras)

### Despoblados
Despoblados que forman parte de la parroquia:
- Abelairas (As Abelairas)
- Adegas (As Adegas)
- Campo da Vila (O Campo da Vila)

## Demografía
| Gráfica de evolución demográfica de Millán entre 2000 y 2021 |
|                                                              |
| Datos según el nomenclátor publicado por el INE.             |